# Małyj (Ukraina)
Małyj (ukr. Малий) – wieś na Ukrainie, w obwodzie lwowskim, w rejonie lwowskim, w hromadzie Rawa Ruska.
Do 1946 roku miejscowość nosiła nazwę Hołe Małe (ukr. Мале Голе, Małe Hołe).